# Morville-lès-Vic
Pour les articles homonymes, voir Morville et Vic.
Morville-lès-Vic est une commune française située dans le département de la Moselle en région Grand Est.

## Géographie
La commune fait partie du Parc naturel régional de Lorraine.

### Communes limitrophes
|                | Puttigny         | Hampont  |
| Château-Salins | Morville-lès-Vic |          |
| Salonnes       | Vic-sur-Seille   | Moyenvic |

### Hydrographie
La commune est située dans le bassin versant du Rhin au sein du bassin Rhin-Meuse. Elle est drainée par le ruisseau de Morville et le ruisseau de Salival.

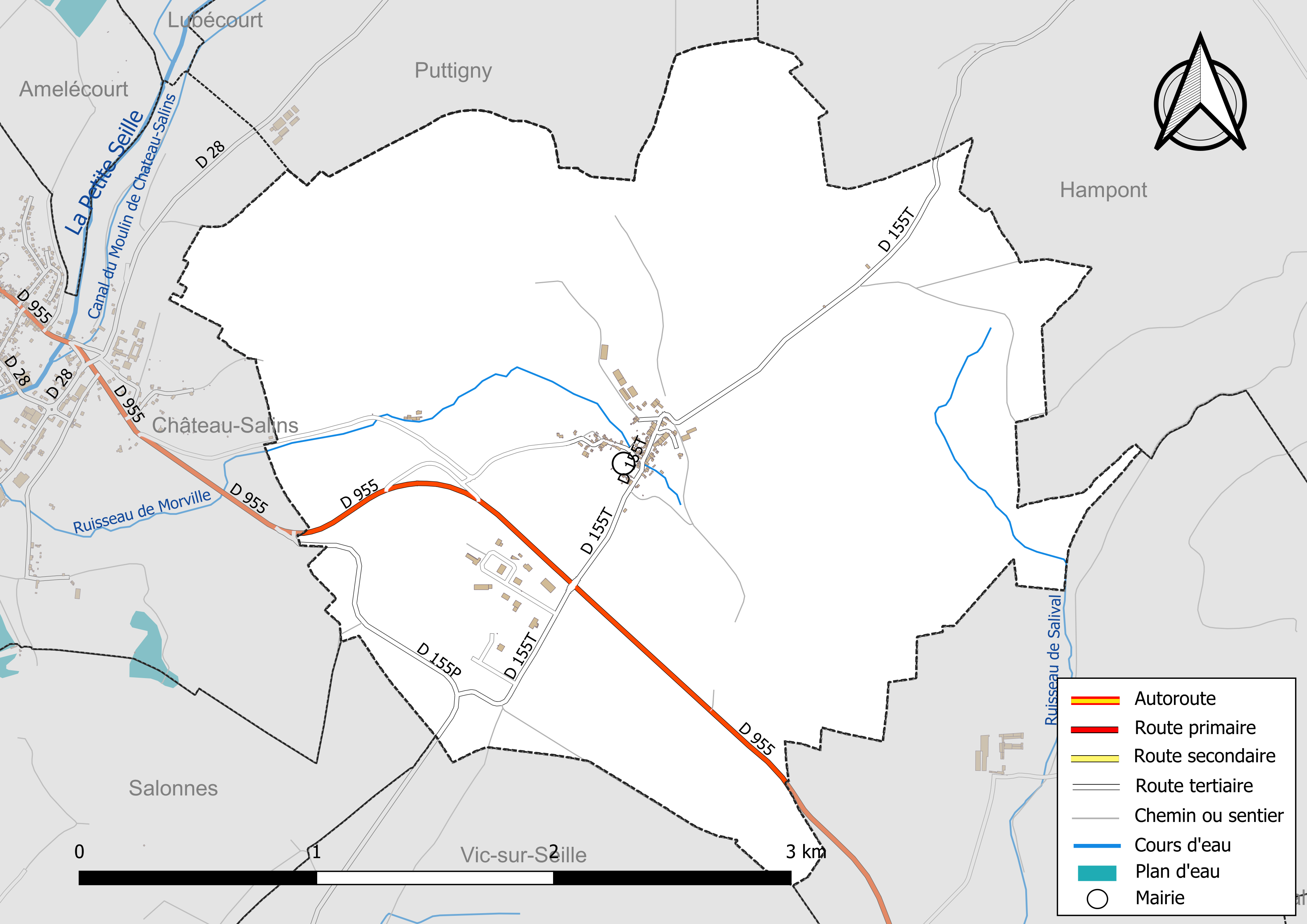
Réseaux hydrographique et routier de Morville-lès-Vic.

### Climat
Pour des articles plus généraux, voir Climat du Grand Est et Climat de la Moselle.
En 2010, le climat de la commune est de type climat des marges montargnardes, selon une étude du Centre national de la recherche scientifique s'appuyant sur une série de données couvrant la période 1971-2000. En 2020, Météo-France publie une typologie des climats de la France métropolitaine dans laquelle la commune est exposée à un climat semi-continental et est dans la région climatique  Lorraine, plateau de Langres, Morvan, caractérisée par un hiver rude (1,5 °C), des vents modérés et des brouillards fréquents en automne et hiver. 
Pour la période 1971-2000, la température annuelle moyenne est de 9,7 °C, avec une amplitude thermique annuelle de 17,4 °C. Le cumul annuel moyen de précipitations est de 890 mm, avec 12,1 jours de précipitations en janvier et 9,5 jours en juillet. Pour la période 1991-2020, la température moyenne annuelle observée sur la station météorologique de Météo-France la plus proche, « Rodalbe », sur la commune de Rodalbe à 15 km à vol d'oiseau, est de 10,6 °C et le cumul annuel moyen de précipitations est de 737,2 mm. 
La température maximale relevée sur cette station est de 38,7 °C, atteinte le 24 juillet 2019 ; la température minimale est de −18,1 °C, atteinte le 26 décembre 2010,,. 
Les paramètres climatiques de la commune ont été estimés pour le milieu du siècle (2041-2070) selon différents scénarios d'émission de gaz à effet de serre à partir des nouvelles projections climatiques de référence DRIAS-2020. Ils sont consultables sur un site dédié publié par Météo-France en novembre 2022.

## Urbanisme

### Typologie
Au 1er janvier 2024, Morville-lès-Vic est catégorisée commune rurale à habitat dispersé, selon la nouvelle grille communale de densité à sept niveaux définie par l'Insee en 2022.
Elle est située hors unité urbaine et hors attraction des villes,.

### Occupation des sols
L'occupation des sols de la commune, telle qu'elle ressort de la base de données européenne d’occupation biophysique des sols Corine Land Cover (CLC), est marquée par l'importance des territoires agricoles (81,4 % en 2018), une proportion sensiblement équivalente à celle de 1990 (81,7 %). La répartition détaillée en 2018 est la suivante : 
terres arables (60 %), forêts (18,6 %), prairies (14,7 %), zones agricoles hétérogènes (6,7 %). L'évolution de l’occupation des sols de la commune et de ses infrastructures peut être observée sur les différentes représentations cartographiques du territoire : la carte de Cassini (XVIIIe siècle), la carte d'état-major (1820-1866) et les cartes ou photos aériennes de l'IGN pour la période actuelle (1950 à aujourd'hui).

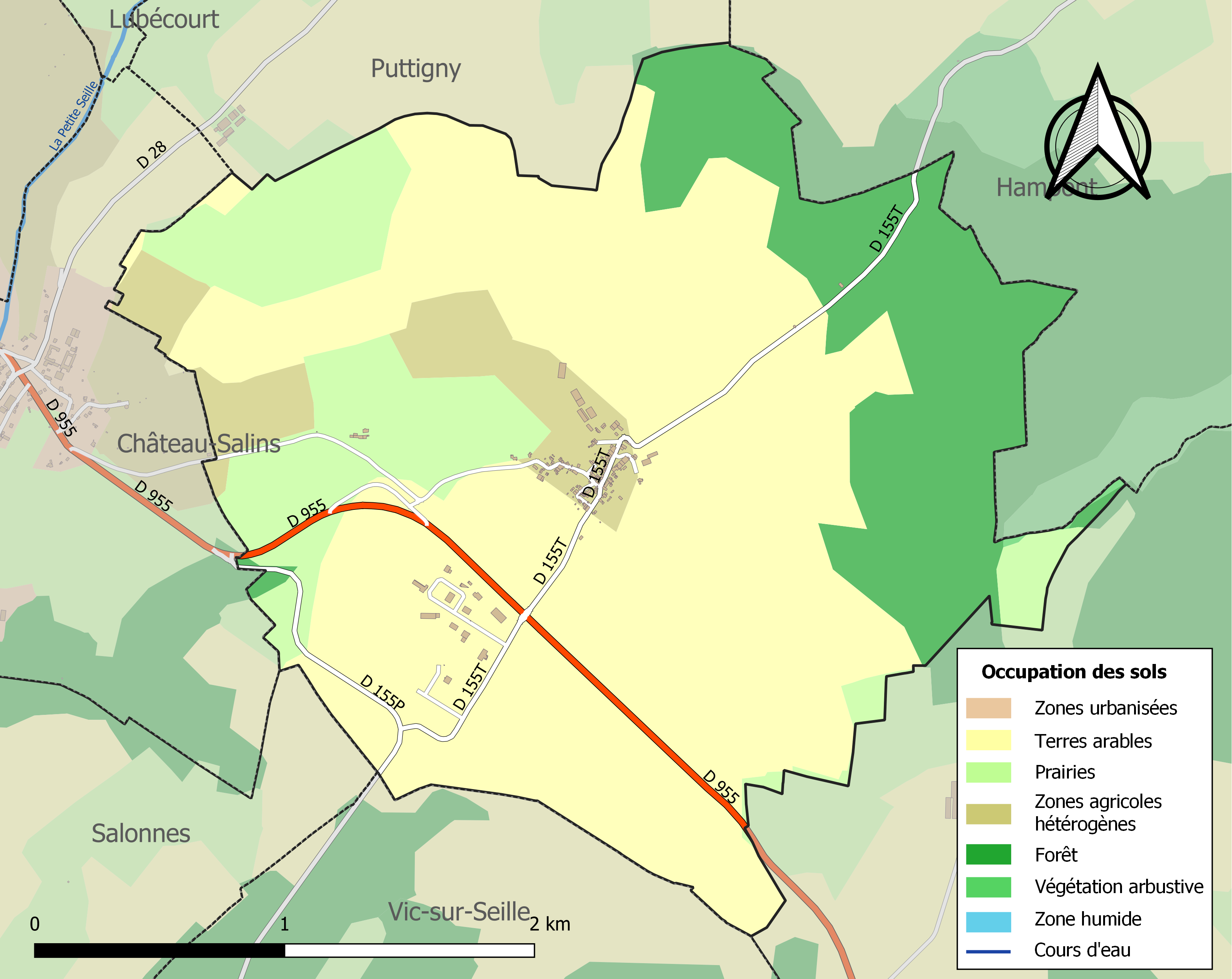
Carte des infrastructures et de l'occupation des sols de la commune en 2018 (CLC).

## Toponymie
- Mortua villa (1197), Morville-lès-Château-Salins (1530), Morville-de-Gorze (1756), Morville-lès-Metz (1790), Marville les Vic (1793), Morville bei Vic (1871-1915), Morsheim (1915–18 & 1940–44).

## Histoire
Situé sur un plateau, ancien site très peuplé en raison de la proximité des mines de sel.
Vieux domaine de l'abbaye de Gorze jusqu'à la Révolution.
Le village s'est nommé Morville bei Vic puis Morsheim lors de l'annexion de l'Alsace-Lorraine par l'Empire allemand. Il retrouvera son nom actuel à  la fin de la Première Guerre mondiale.
Lors de la Première Guerre mondiale, un énorme canon bombardait Nancy et Lunéville depuis les bois situés entre le village et Hampont.

## Politique et administration
Le hameau de Salival, commune indépendante jusqu'en 1888, puis rattaché à Morville-lès-Vic, a été incorporé en 1928 par Moyenvic.
| Période                                  | Période   | Identité              | Étiquette | Qualité |
| ---------------------------------------- | --------- | --------------------- | --------- | ------- |
| Les données manquantes sont à compléter. |           |                       |           |         |
| mars 1989                                | mars 1995 | Edmond Mathis         |           |         |
| mars 1995                                | mars 2014 | Jean-Louis Leininger  |           |         |
| mars 2014                                | mai 2020  | Marie-Annick Maillard |           |         |
| mai 2020                                 | En cours  | Arnaud Noël           |           |         |

## Démographie
L'évolution du nombre d'habitants est connue à travers les recensements de la population effectués dans la commune depuis 1793. Pour les communes de moins de 10 000 habitants, une enquête de recensement portant sur toute la population est réalisée tous les cinq ans, les populations de référence des années intermédiaires étant quant à elles estimées par interpolation ou extrapolation. Pour la commune, le premier recensement exhaustif entrant dans le cadre du nouveau dispositif a été réalisé en 2007.

En 2022, la commune comptait 111 habitants, en évolution de −13,28 % par rapport à 2016 (Moselle : +0,52 %, France hors Mayotte : +2,11 %).
| 1793 | 1800 | 1806 | 1821 | 1831 | 1836 | 1841 | 1846 | 1851 |
| ---- | ---- | ---- | ---- | ---- | ---- | ---- | ---- | ---- |
| 283  | 299  | 338  | 335  | 319  | 391  | 377  | 362  | 349  |

| 1856 | 1861 | 1871 | 1875 | 1880 | 1885 | 1890 | 1895 | 1900 |
| ---- | ---- | ---- | ---- | ---- | ---- | ---- | ---- | ---- |
| 304  | 340  | 316  | 274  | 261  | 321  | 323  | 327  | 323  |

| 1905 | 1910 | 1921 | 1926 | 1931 | 1936 | 1946 | 1954 | 1962 |
| ---- | ---- | ---- | ---- | ---- | ---- | ---- | ---- | ---- |
| 296  | 291  | 247  | 255  | 206  | 188  | 129  | 134  | 140  |

| 1968 | 1975 | 1982 | 1990 | 1999 | 2006 | 2007 | 2012 | 2017 |
| ---- | ---- | ---- | ---- | ---- | ---- | ---- | ---- | ---- |
| 134  | 121  | 120  | 99   | 104  | 118  | 120  | 135  | 123  |

| 2022 | - | - | - | - | - | - | - | - |
| ---- | - | - | - | - | - | - | - | - |
| 111  | - | - | - | - | - | - | - | - |

## Culture locale et patrimoine

### Lieux et monuments
- Passage d'une voie romaine.
- Vestiges de deux villas ; outils et monnaies gauloises et gallo-romaines.

### Édifice religieux
- Église Saint-Gorgon XVIIIe siècle : clocher massif plus ancien, autel XVIIIe siècle

### Héraldique
| Blason de Morville-lès-Vic | Blason  | D'azur à un saint Gorgon à cheval armé de pied en cap, terrassé d'or, au pal d'argent brochant sur le tout. |
| Blason de Morville-lès-Vic | Détails | Le statut officiel du blason reste à déterminer.                                                            |

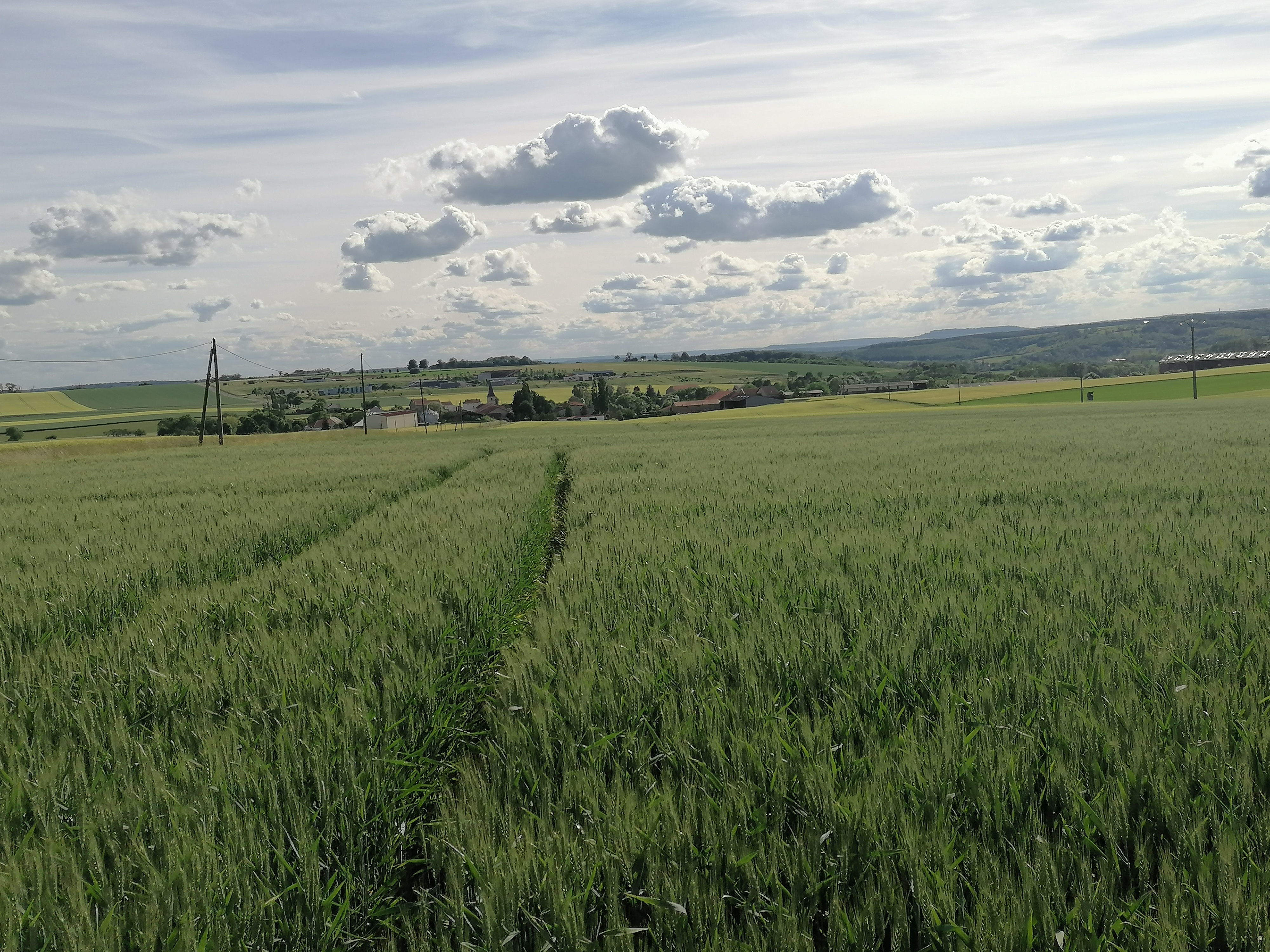
Vue générale du village au milieu des champs.
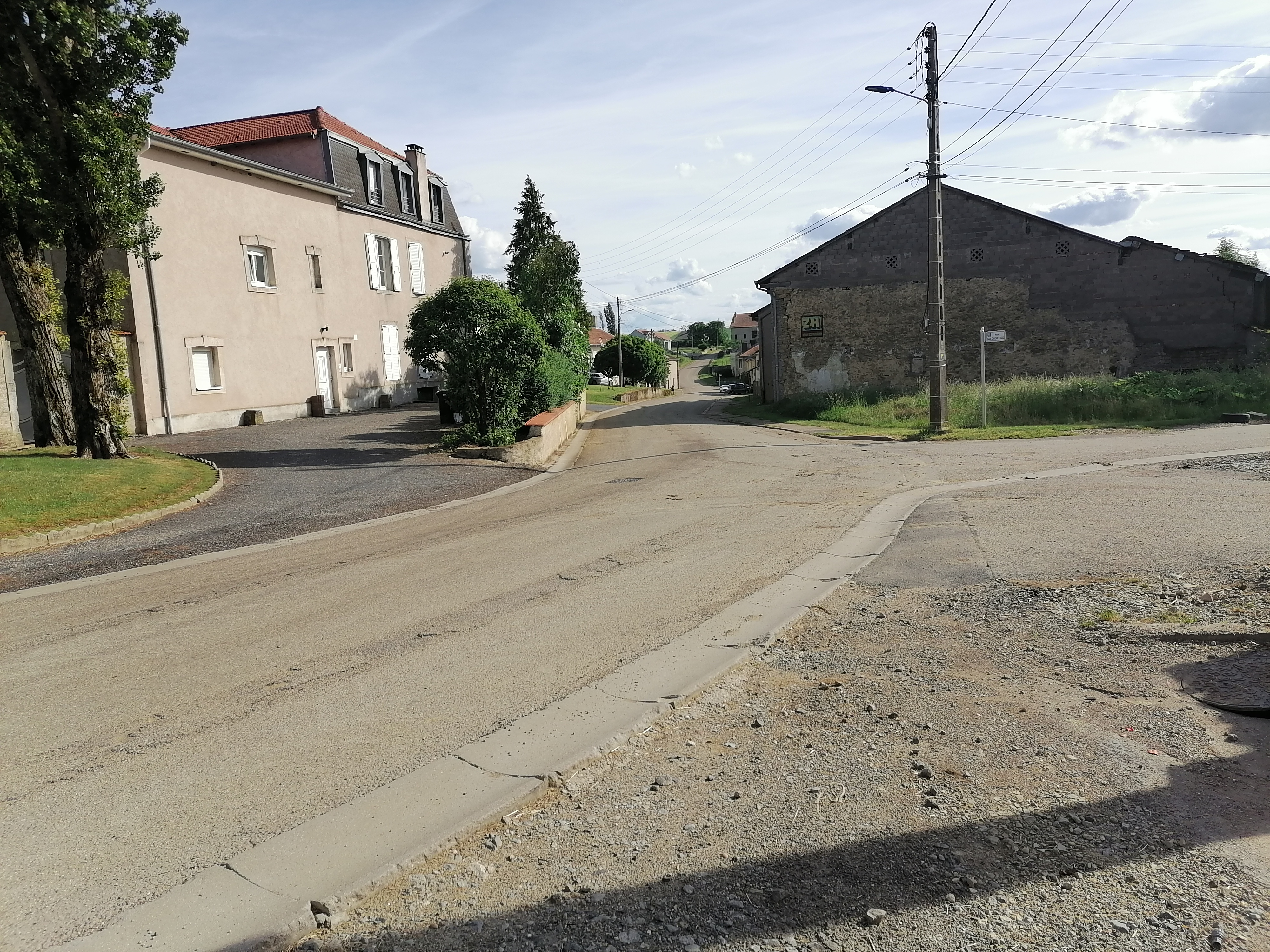
Rue principale du bourg.

## Pour approfondir